# Synagoga v Ledči nad Sázavou
Bývalá synagoga z roku 1739 se nalézá v Ledči nad Sázavou v ulici Na Potoce č.p. 252. Je chráněna jako kulturní památka České republiky.
Bohoslužby se zde konaly do 2. světové války, pak sloužila jako sklad a garáž. Od roku 1996 patří ŽNO v Praze. Koncem 90. let minulého století zde proběhla rekonstrukce, jež synagogu vrátila do původní podoby včetně galerie a výmalby. Později byla střešní krytina doplněna o další vrstvu ručně štípaného smrkového šindele.
V současnosti slouží kulturním účelům. Svitky tóry ze zaniklé synagogy jsou umístěny v synagoze v americkém Ohiu. Nacisti odvezli také pláštíky patřící k tóře a synagogální opony.
V obci se také nachází židovský hřbitov.

## Galerie

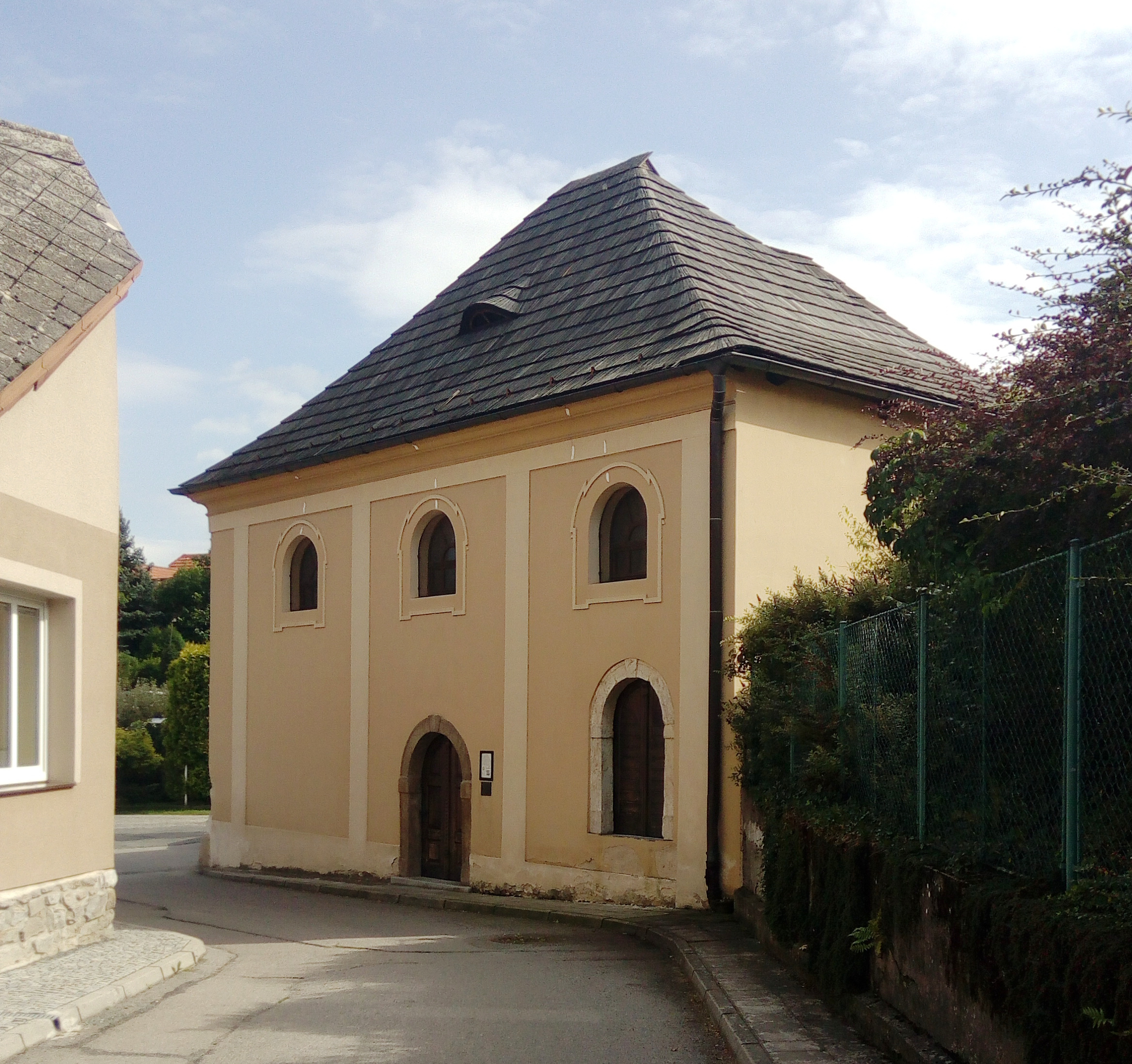
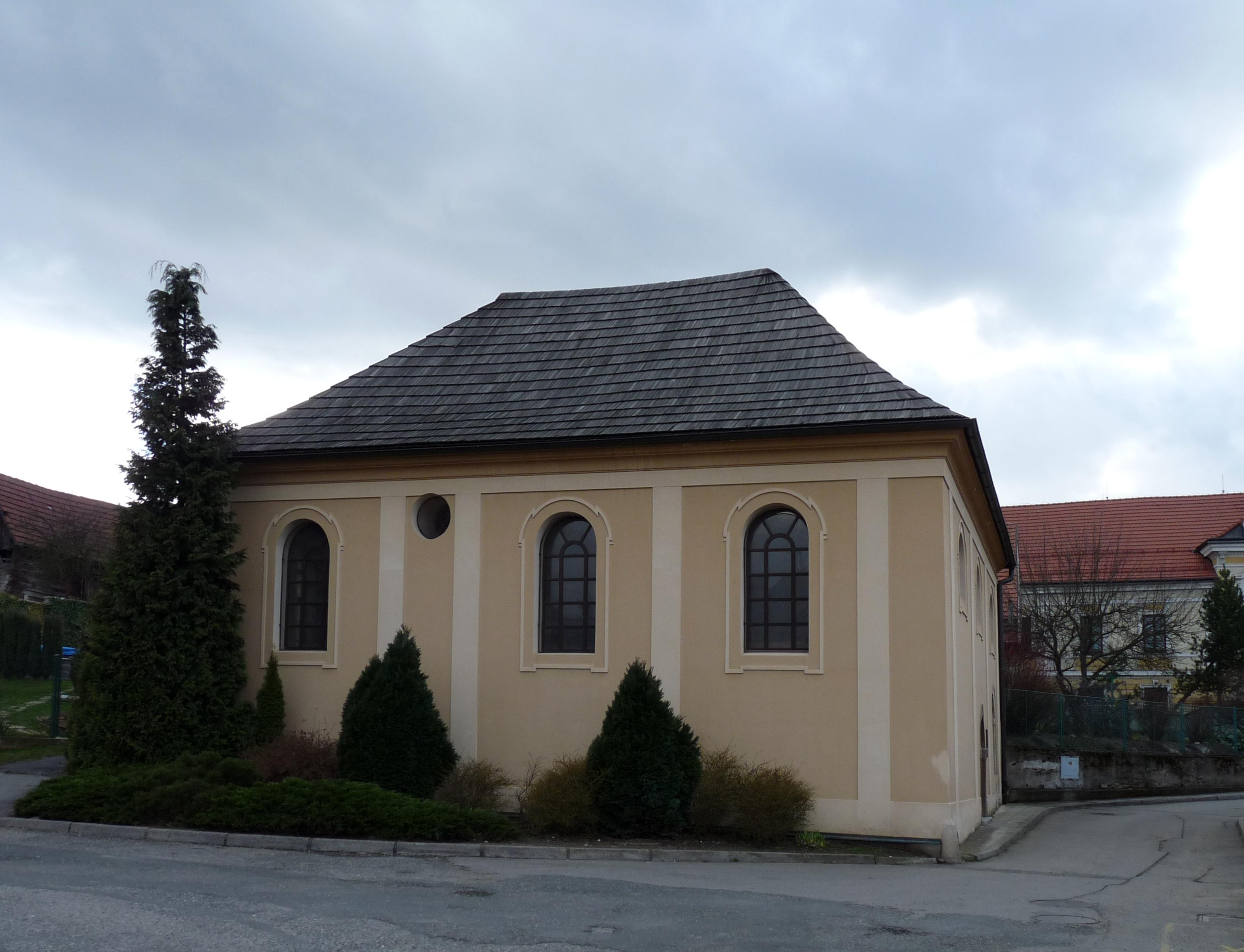
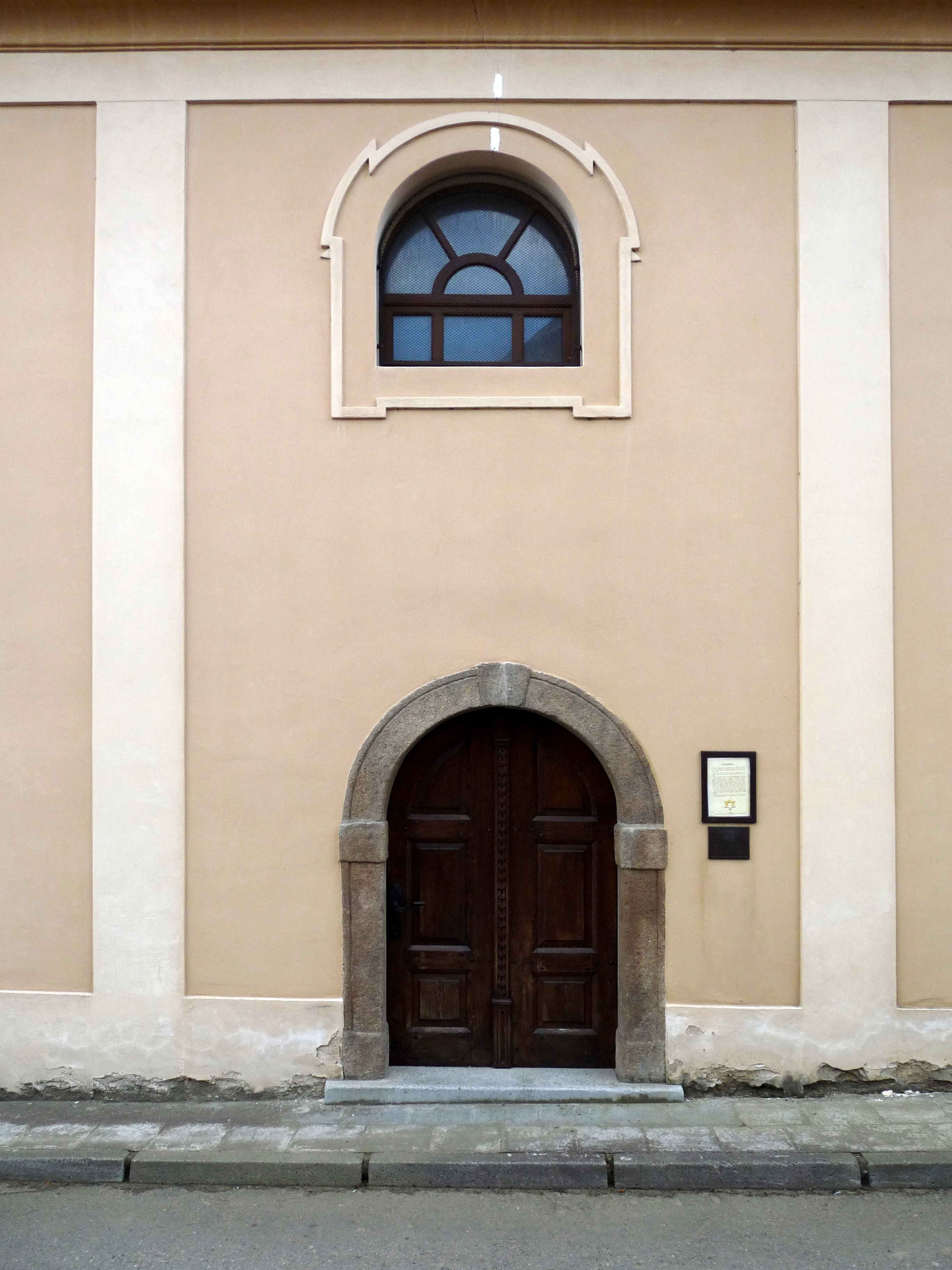
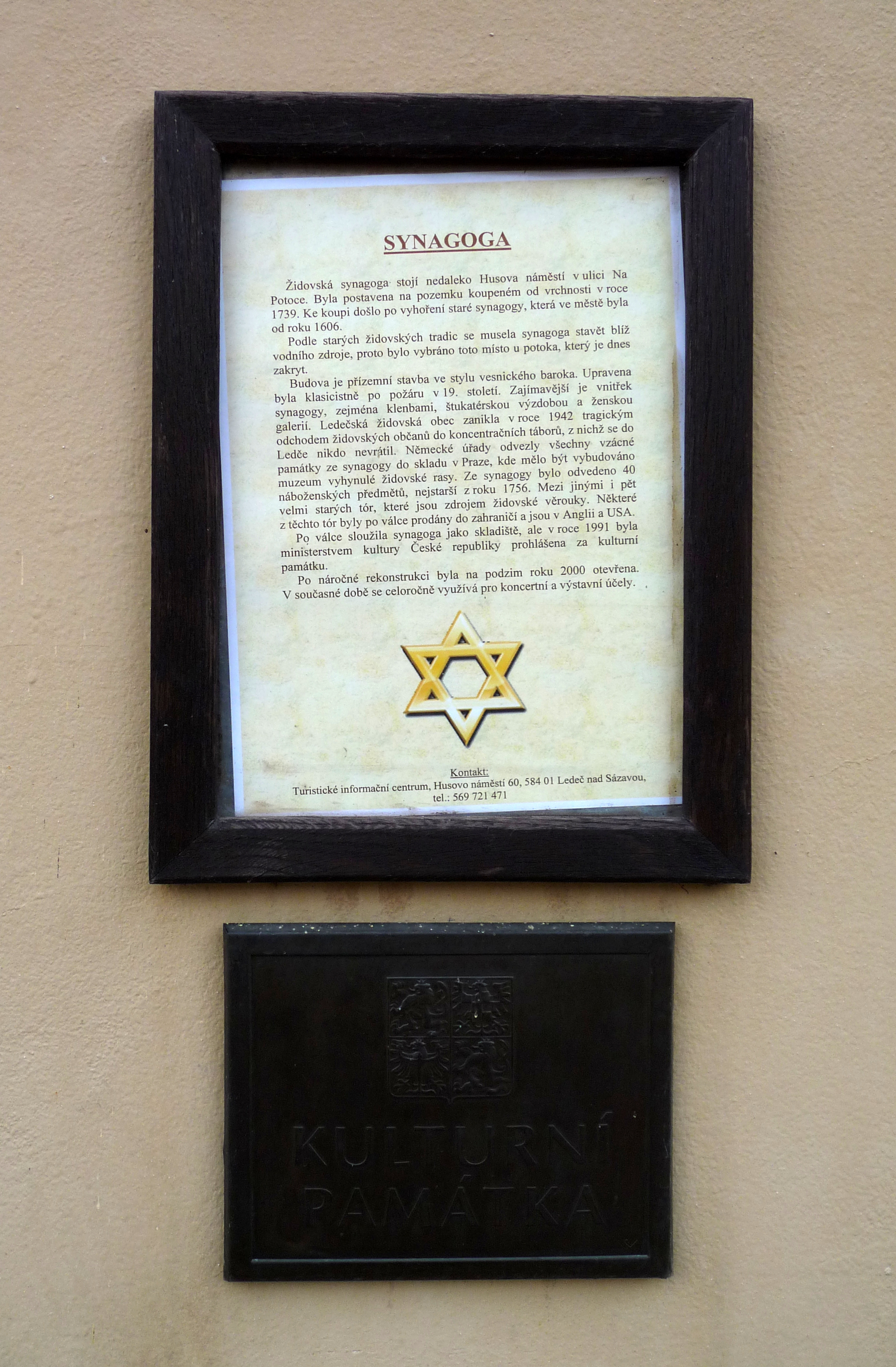